# Tadeusz Rogalski (anatom)
Tadeusz Teodor Rogalski (ur. 20 września 1881 w Krakowie, zm. 14 września 1957 tamże) – polski lekarz wykładowca Uniwersytetu Jagiellońskiego i Akademii Medycznej w Krakowie.

## Życiorys
Syn Sebastiana i Stanisławy z Żebrawskich. Uczył się w Gimnazjum św. Anny w Krakowie. Studia medyczne ukończył w 1908 w Krakowie. W latach 1908–1910 był asystentem w pracowni histologicznej w Kantonalnym Ośrodku Psychiatrycznym w Rheinau k. Zurychu, następnie przeniósł się do Krakowa, gdzie pracował kolejno w: Klinice Neuro-Psychiatrycznej UJ, Zakładzie Anatomii Opisowej Wydziału Lekarskiego UJ jako starszy asystent. Po habilitacji w 1925 był dyrektorem Studium Wychowania Fizycznego UJ, wykładowcą anatomii dla studentów Akademii Sztuk Pięknych. W roku 1936 został mianowany profesorem nadzwyczajnym anatomii.
Podczas II wojny światowej ewakuowany  ze szpitalem polowym do Rumunii, dalej do Francji, następnie do Wielkiej Brytanii, gdzie był współorganizatorem Polskiego Wydziału Lekarskiego na Uniwersytecie w Edynburgu. Do Polski wrócił w 1947 i kierował Katedrą Anatomii na UJ, następnie na Akademii Medycznej. Od 1 stycznia do 27 października 1950 był pierwszym rektorem AM.
Pochowany w alei zasłużonych na cmentarzu Rakowickim w Krakowie (kwatera LXVII-płn 2-1). 

## Publikacje
- Wrodzony brak spoidła wielkiego (Kraków 1924)
- Sen i somnambulizm (Szkic anatomofizjologiczny) (Przyroda i Technika 1924)
- Anatomia a plastyka (Głos Plastyków 1930, z. 6–8)
- Rola witaminy E w organizmie (z Z. Menschikiem, M. Munkówną, O. Rymaszewskim i T. Szczęśniakiem, Folia Morphologica 1952, z. 2)
- Anatomia człowieka, t. I–V (1947–1954)

## Ordery i odznaczenia
- Krzyż Oficerski Orderu Odrodzenia Polski (22 lipca 1953)[4]
- Medal 10-lecia Polski Ludowej (13 stycznia 1955)[5]

## Upamiętnienie
W 1977 jego imieniem nadano ulicy w Krakowie-Krowodrza (dawna dzielnica Krakowa).